# Fly Tales
Fly Tales è una serie animata prodotta dalla Futurikon nel 1999. La serie è tratta dal libro comico francese scritto da Lewis Trondheim, intitolato La Mouche.

## Trama
La protagonista della serie è una mosca che si avventura negli ambienti tipici di un'abitazione.

## Episodi
| Stagione       | Episodi | Prima TV Italia |
| -------------- | ------- | --------------- |
| Prima stagione | 65      | 1999            |